# Елдред Тауншип (округ Лайкомінг, Пенсільванія)
Елдред Тауншип (англ. Eldred Township) — селище (англ. township) в США, в окрузі Лайкомінг штату Пенсільванія. Населення — 1997 осіб (2020).

## Демографія
Згідно з переписом 2010 року, у селищі мешкали 2122 особи в 802 домогосподарствах у складі 644 родин. Було 836 помешкань
Расовий склад населення:
| - 98,1 % — білих - 0,4 % — азіатів - 0,3 % — чорних або афроамериканців - 0,1 % — корінних американців |

До двох чи більше рас належало 1,0 %. Частка іспаномовних становила 0,5 % від усіх жителів.
За віковим діапазоном населення розподілялося таким чином: 22,0 % — особи молодші 18 років, 64,8 % — особи у віці 18—64 років, 13,2 % — особи у віці 65 років та старші. Медіана віку мешканця становила 44,9 року. На 100 осіб жіночої статі у селищі припадало 99,2 чоловіків;  на 100 жінок у віці від 18 років та старших — 99,9 чоловіків також старших 18 років.
Середній дохід на одне домашнє господарство  становив 66 254 долари США (медіана — 56 118), а середній дохід на одну сім'ю — 75 143 долари (медіана — 66 597). Медіана доходів становила 50 645 доларів для чоловіків та 25 927 доларів для жінок. За межею бідності перебувало 6,3 % осіб, у тому числі 5,5 % дітей у віці до 18 років та 7,9 % осіб у віці 65 років та старших.
Цивільне працевлаштоване населення становило 1121 особа. Основні галузі зайнятості: освіта, охорона здоров'я та соціальна допомога — 20,9 %, роздрібна торгівля — 15,6 %, виробництво — 11,9 %, науковці, спеціалісти, менеджери — 9,3 %.